# 汐止五股高架道路
汐止五股高架道路，又稱汐止五股高架橋，簡稱汐五高架，是臺灣中山高速公路（簡稱中山高）汐止至五股之間的高架拓寬路段，也是中山高第一個高架拓寬路段。
該道路因十八標弊案而被民間俗稱十八標。

## 歷史

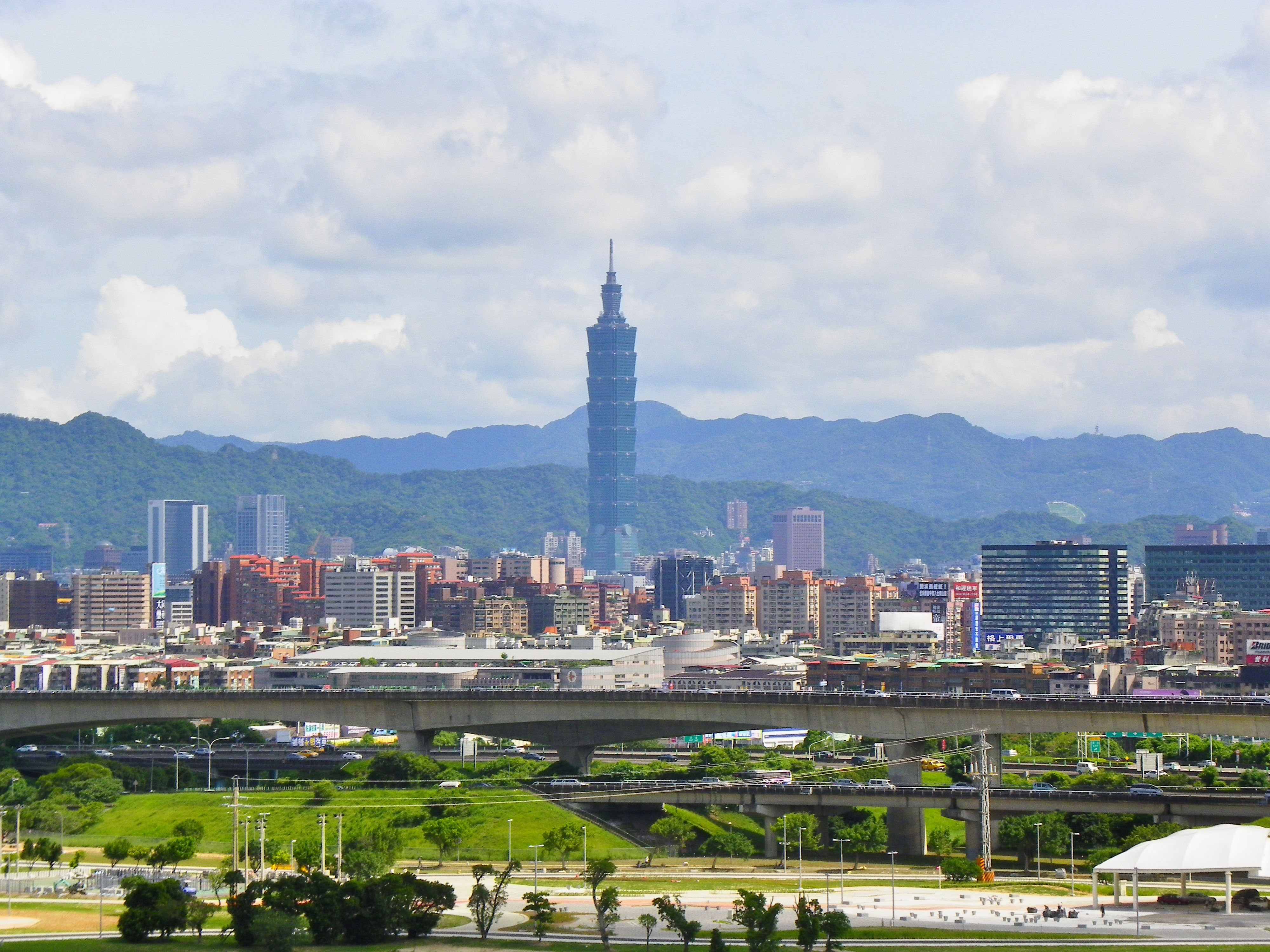
從臺北圓山大飯店麒麟樓二樓陽台東南遠望汐五高架橋與中山區。

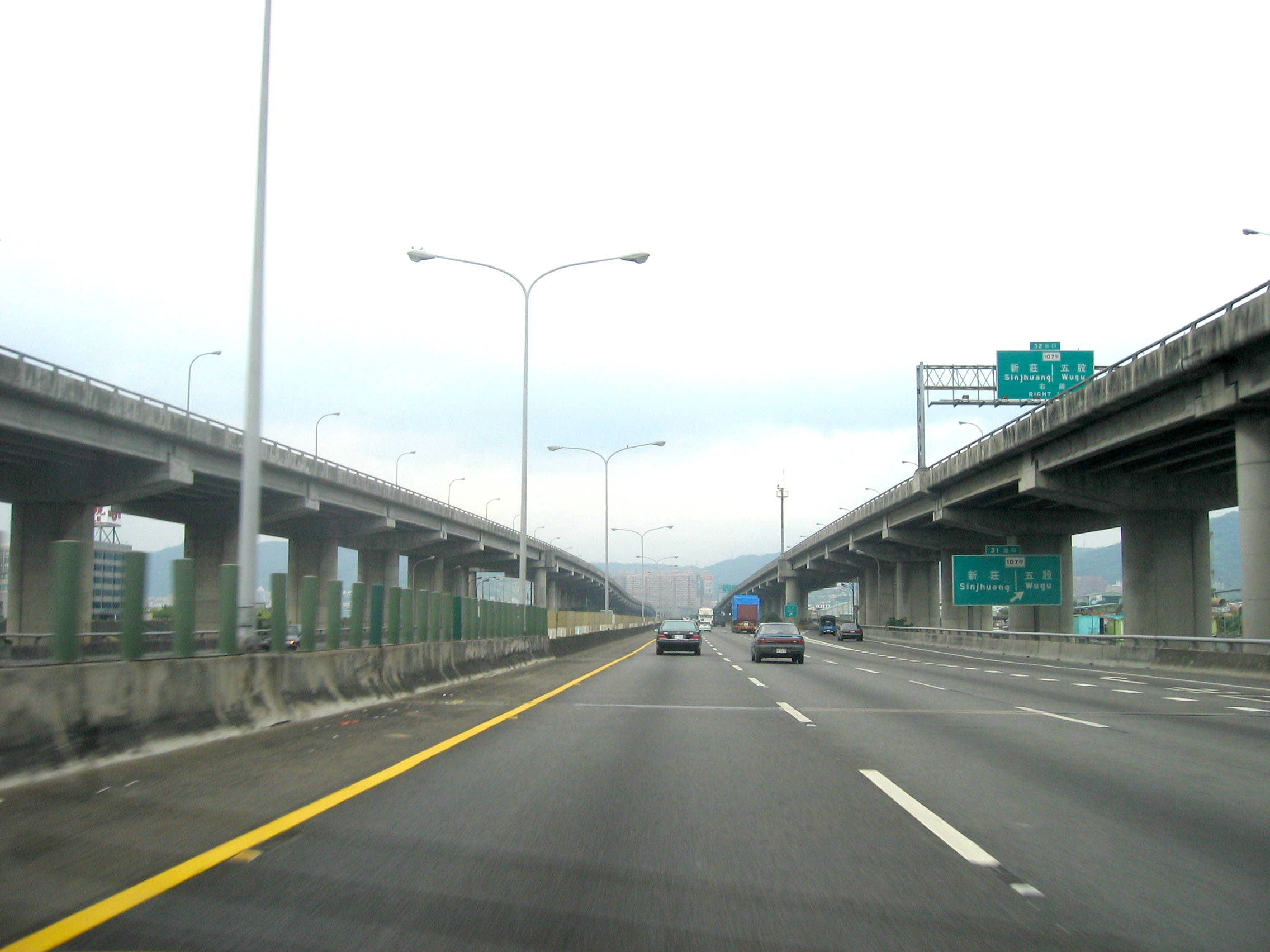
五股交流道南下出口，旁為汐五高架橋。

汐五高架位於中山高臺北平地路段，主要為了解決該路段原本嚴重的長短程交通混雜之擁塞問題而興建。
- 1991年：開工。
- 1995年7月：環河北路—五股段通車。
- 1996年8月3日：堤頂—環河北路段通車。
- 1997年：全線通車。

由於通車後效益明顯，後續又從五股轉接道向南延伸新的高架拓寬路段五股楊梅高架道路。

## 工程標段
- 1～6標：汐止內湖高架橋段（起點，1992年10月5日開工，1997年11月20日完工）
- 7～8、10標：內湖橋橋段（1992年8月17日開工，1996年3月7日完工）
- 9標：堤頂交流道（1992年11月15日開工，1995年12月5日完工）
- 11、14～15標：大直橋段（1992年8月31日開工，1996年3月27日完工）
- 12～13標：濱江街段（1993年1月15日開工，1996年7月1日完工）
- 16～17標：圓山台北段（1992年6月10日開工，1996年10月24日完工）
- 18標：淡水河橋段（1992年8月5日開工，1995年8月12日完工）
- 19～22標：三重段（1992年5月1日開工，1998年1月13日完工）
- 23～26標：三重蘆洲段（1992年2月20日開工，1996年1月3日完工）
- 27標：洩洪橋段（1991年9月10日開工，1995年3月27日完工）
- 28～29標：五股交織交流（終點，1992年1月7日開工，1995年6月16日完工）

其中第18標淡水河大橋段因為在1992年發生十八標弊案致知名度大增，使本路線因而被一般民眾俗稱為「十八標」。

## 路線簡介
本路線透過汐止端及五股轉接道與中山高主線相連接，並禁止大貨車通行。
南下車輛可由汐止端、堤頂及環北等交流道進入汐五高架，於五股轉接道匯入中山高主線或續行五股楊梅高架道路。
北上車輛可由五股轉接道、堤頂交流道進入汐五高架，於汐止端匯入中山高主線。

## 交流道
| 國道一號汐止五股高架道路路線設施里程一覽表 |      |            |                                                                       |                             |            |                                        |                                                                     |
| 標誌                                       | 里程 | 名稱       | 順樁預告                                                              | 逆樁預告                    | 形式       | 通車日                                 | 銜接道路 →聯絡地區                                                  |
|                                            |      |            |                                                                       |                             |            |                                        |                                                                     |
| 13                                         | 13.0 | 汐止端     | 台北 內湖（平面） 堤頂大道 五股（高架） 高架道路起點                  | 汐止 高速公路 高架道路終點  | 匝道       | 1997年                                 | 中山高速公路主線                                                    |
| 18                                         | 18.6 | 堤頂       | 堤頂大道                                                              | 堤頂大道                    | 匝道       | 1996年8月3日（北上） 1997年（南下）    | 堤頂大道、舊宗路 →內湖區、松山區、南港區 內湖科技園區、南港軟體園區 |
| 19.1                                       |      |            |                                                                       |                             |            |                                        |                                                                     |
| 20                                         | 20.2 | 下塔悠     | （僅北上出口）                                                        | 濱江街                      | 匝道       | 1996年8月3日                           | 濱江街、撫遠街、塔悠路 →松山區                                      |
| 23.8                                       |      |            |                                                                       |                             |            |                                        |                                                                     |
| 25                                         | 25.8 | 環北       | （僅北出南入）                                                        | 環河北路                    | 匝道       | 1995年7月（北上） 1996年8月3日（南下） | 環河北路 →士林區、大同區                                            |
| 26.0                                       |      |            |                                                                       |                             |            |                                        |                                                                     |
| 31.0                                       |      |            |                                                                       |                             |            |                                        |                                                                     |
| 32                                         | 32.6 | 五股轉接道 | 林口（平面） 新莊 五股（平面出口） 桃園機場 中壢（高架） 高架道路終點 | （僅南出北入） 高架道路起點 | 分叉轉換式 | 2013年4月20日                          | 中山高速公路主線                                                    |
| （下接五股楊梅高架道路）                   |      |            |                                                                       |                             |            |                                        |                                                                     |

## 相關資訊
- 線道數：
  - 汐止端─環北交流道：雙向四車道
  - 環北交流道─五股交流道：雙向六車道
- 收費站：無
- 興建單位：交通部臺灣區國道高速公路局
- 服務區：無
- 維護單位：交通部臺灣區國道高速公路局
- 管理單位：內政部警政署國道公路警察局

## 外部連結
- OpenStreetMap上有關汐止五股高架道路的地理
- 國道高速公路局 （页面存档备份，存于）